# Безсергенівська
Безсергенівська — станиця в Октябрському районі Ростовської області Росія.
Адміністративний центр Безсергенівського сільського поселення.
Чисельність населення — 2091 особа (2010 рік).

## Географія
Станиця Безсергенівська розташована на правому березі Аксаю та єрику Варгунка. На південному заході станиці урочище Музга Кругленька. Біля станиці Грекова й Прогонної балки. Над станицею курган Безсерегенівська могила.
Розташована станиця за 18 км на схід від Новочеркаська та за 7 км від річки Дон.

### Вулиці
| - вул. Аксайська, - вул. 2-а Аксайська, - вул. Водопровідна, - вул. Дачна, - вул. Зелена, - вул. Золоті гори, - вул. Козацька, - вул. Комарова, - вул. Кооперативна, - вул. Нова, | - вул. Першотравнева, - вул. Піщана, - вул. Підгірна, - вул. Річкова, - вул. Семісохіна, - вул. Совєцька, - вул. Степова, - вул. Чеботарьова, - вул. Шкільна, - вул. Шосейна, | - пров. Вишневий, - пров. Зустрічний, - пров. Дальній, - пров. Садовий, - пров. Шосейний. |

## Історія
Відома як козацьке містечко з 1593 року. На той час у станиці мешкало 30 козаків. 
На карті адмірала К. І. Крюйса, сподвижника Петра I, Бесергенів показано на правому березі Дону, що відповідає висновкам А. Ф. Рибалкіна про розташування станиці у районі хутора Калініна — Задонського. І. М. Сулін розміщає станицю навпроти гирла річки «Довга». У працях В. Н. Татищева Безсергенівська розташована у верхів'ї річки Ак-Сай. 
У проміжок 1805-1809 років станиця пересувається на сучасне (2019 рік) місце. 
Безсергенівські козаки беруть участь у взятті Азова й Азовському сидінні.

## Назва
Попри відому легенду про «козаків без кульчиків (рос. серёжки)», дослідники вважають, що походження назви станиці тюркське. Так у В. І. Даля «бесермен» тлумачиться як невірний. В. Н. Королев пропонує версію походження імені станиці від «бесер» — люди. А. П. Гордєєв від імені хозарського владики Бозорг-хана, А. А. Кривошеєв від караїмської мови «безергянлик» — купець.
Назва станиці варіюється:
- 1593 роках — Бесергенево,
- 1594 році — Бесергенів[17],
- 1639 Бесергін[18],
- 1640 році — Бусургенів[19],
- 1667 році - Солах[20],
- 1695 році -Берсенів,
- 1696 році — Берсегенів[21],
- 1708 році - Безсергенівська[22],
- 1745 році — Безсерган[23].

## Господарство
У Безсергенівці розташовано два великих підприємства — ТОВ "Агропідприємство «Безсергенівське» й ВАТ «Безсергенівський риборазводний завод».
Із закладів соціальної галузі на території поселення знаходяться:
- 2 фельдшерсько-акушерських пункти,
- 3 бібліотеки,
- 2 сільських клуби,
- спортзал,
- 2 середні школи,
- 1 дошкільний заклад[24].

## Пам'ятки
- У Безсергенівці розташовано храм святителя Олексія Московського[25] — об'єкт культурної спадщини Російської Федерації. У XVII столітті тут стояла церква Олексія, митрополита Московського. У 1797 році церква занепала й на її місці була побудована нова, освячена в 1800 році теж в ім'я митрополита Олексія. У 1882 році на місці дерев'яного храму було зведено кам'яного. Новий храм мав боковий вівтар в ім'я Казанської ікони Божої Матері й Трьох Святителів.
- На північний схід у сторону Меліховської станиці над Аксаєм розташоване середньовічне городище Золоті гори. В городище люди жили у VIII — X сторіччях.

Городище виявлено у 1986 році експедицією Новочеркаського музею історії донського козацтва під час розкопок біля Камишної балки. В археологічних розкопках тут виявлено елементи кераміки болгарської салтово-маяцької культури, кераміка аланських традицій, фрагменти північно-причорноморських амфор, піфосів, глиняна піч для коржів, деталь конини (блок чумбура), декілька мідних монет, бісер та інше.
- Пам'ятник природи Золоті гори розташований на околиці станиці на правому схилі річки Аксай. Площа пам'ятки природи становить близько 617 га[26][27]. На Золотих горах байрачні ліси змішуються зі степом. Тут трапляються відслонення каменю-черепашнику. У балках б'ють джерела з чистою водою. З рослин можна зустріти здичавілі виноградники, частина з них була вирубана в роки перебудови (1980-ті роки) за антиалкогольної кампанії. Тут налічується близько 360 видів вищих рослин, включаючи: в'яз дрібнолистий, клен татарський й польовий, біла хибна акація, шипшина, терен. Ростуть також абрикоси, яблуні, тутовник. По берегах річки Аксай біля води ростуть верби.

З тварин тут можна зустріти їжака, землерийку, степового тхора, куницю, ласку, косулю та інших. У водах Аксаю мешкають вужі.